# John Maitland, 1. Earl of Lauderdale
John Maitland, 1. Earl of Lauderdale († 18. Januar 1645) war ein schottischer Peer, Politiker, Präsident des schottischen Privy Council und Jurist, der sich für die Sache der Parlamentarier während des Englischen Bürgerkriegs einsetzte.

## Leben und Karriere
Er war der Sohn von John Maitland, 1. Lord Maitland, und Jean Fleming. Richard Maitland war sein Großvater. Am 3. Oktober 1595 beerbte er seinen Vater als Lord Maitland, of Thirlestane. Er wurde am 20. Juli 1615 ins schottische Privy Council aufgenommen und wurde später dessen Präsident. Am 2. April 1616 wurde ihm der erbliche Titel eines Viscount of Lauderdale verliehen. Am 5. Juni 1618 wurde er zum Laienrichter am Court of Session, dem höchsten Zivilgericht des Landes, ernannt.
Im Jahr 1617 diente er als Commissioner for Plantation of Kirks. 1621 war er Commissioner for Parliament. Am 14. März 1624 wurde er auch zum Earl of Lauderdale, Viscount Maitland und Lord Thirlestane and Boltoun erhoben. Von 1626 bis 1628 hielt er das Amt eines Extraordinary Lord of Session. Trotz der ihm zuerkannten Ehrungen von Seiten des Monarchen stellte er sich während des Englischen Bürgerkriegs auf die Seite des Parlaments und war in zahlreichen bedeutenden Kommissionen tätig. 1634 war er Commissioner of Taxes. Von 1644 bis zu seinem Tod im Januar 1645 war er Präsident des schottischen Parlaments.
Er starb 1645 und wurde in der Familiengrabstätte in der St Mary’s Parish Church in Haddington beigesetzt.

## Ehe und Nachkommen
Spätestens 1610 heiratete er Lady Isabel Seton (1594–1638), einer Tochter des Alexander Seton, 1. Earl of Dunfermline. Mit ihr hatte er sieben Söhne und acht Töchter, von denen nur drei Söhne und eine Tochter das Erwachsenenalter erreichten:
- John Maitland, 1. Duke of Lauderdale (1616–1682), ⚭ (1) 1632 Lady Anne Home, Tochter des Alexander Home, 1. Earl of Home, ⚭ (2) 1672 Elizabeth Murray, 2. Countess of Dysart;
- Hon. Robert Maitland (1623–1658), Laird of Lundin in Fife, ⚭ 1648 Margaret Lundin, Tochter und Erbin des John Lundin of Lundin;
- Charles Maitland, 3. Earl of Lauderdale († 1691) ⚭ 1652 Elizabeth Lauder;
- Lady Jean Maitland (1612–1631).